# Mary Shelley (film)
Mary Shelley är en film från 2017 regisserad av Haifaa al-Mansour och skriven av Emma Jensen. Handlingen av filmen är Mary Shelleys romantiska relation med sin man Percy Bysshe Shelley, vilket är anledningen att hon skriver hennes första roman Frankenstein, skriven 1818. Det är en internationell co-producerad film med Elle Fanning som spelar Mary Shelley med Maisie Williams, Douglas Booth, Bel Powley, och Ben Hardy som biroller. 
Filmen hade premiär under Toronto International Film Festival, september den 9, 2017. Den släpptes i USA 2018, maj 25 av IFC films och även i Storbritannien den 6 juli, 2018 av Curzon Artificial Eye.    

## Handling
Filmen handlar om Mary Shelley när hon var ung och hennes dåvarande namn var Mary Godwin som var dotter till författaren och feministen Mary Wollstonecraft som var gift med hennes pappa William Godwin som var politisk filosof och publicerade böcker. Som sedan blir den första att publicera hennes bok i hennes namn, Frankenstein. Hon träffar senare hennes framtida man Percy Bysshe Shelley som fortfarande var gift. Men hon blir senare gravid och förlorar barnet vilket blir en del i hennes liv som kommer att påverka henne så att hon senare skriver hennes första bok Frankenstein. Det som gör att hon börjar skriva början på boken är att de en natt hos Lord Byron har en tävling om vem som kan skriva den bästa spökhistorien. Hon vinner såklart tävlingen och väljer att sedan att fortsätta skriva på boken, hennes försök att publicera boken nekas för att hon är kvinna. Så boken blir istället skriven i hennes älskares namn Percy Bysshe Shelley, vilket leder till att han får all popularitet. Men Percy bestämmer sig sedan att avslöja den riktiga författaren bakom boken, vilket är hon. Mary Shelley och hennes man Percy Bysshe Shelley anses ha gift sig på senare år. Filmen handlar i stort om hur hon upptäcker sig själv och hennes talang för att skriva. 

## Rollbesättning
- Elle Fanning som Mary Shelley
- Douglas Booth som Percy Bysshe Shelley
- Tom Sturridge som Lord Byron
- Bel Powley som Claire Clairmont
- Stephen Dillane som William Godwin